# Oenus
Oenus was volgens de legende, zoals beschreven door Geoffrey van Monmouth, koning van Brittannië. Hij werd voorgegaan door koning Cap en werd opgevolgd door zijn zoon Sisillius III. Oenus regeerde van 179 v.Chr. - 174 v.Chr.